# Kensington (hudební skupina)
Kensington je nizozemská rocková hudební kapela, která je tvořena zpěvákem a kytaristou Eloiem Youssefem, kytaristou Casperem Starreveldem, basistou Janem Hakerem a bubeníkem Nilesem Vandenbergem.

## Počátky
Kapela se zformovala v roce 2005 a byla složená ze tří členů. Zpěvu a kytary se ujal Casper Starreveld a společně s ním basista Jan Haker a bubeník Lucas Lenselink, který aktuálně v kapele nepůsobí. Eloi Youssef se do kapely přidal v roce 2006.